# Chevrolet Trax
Trax ou Tracker é um utilitário esportivo lançado em 2013 voltou ao mercado para concorrer com Ford Ecosport e o futuro Volkswagen Taigun. Foi apresentado no Paris Motor Show de 2012. Em que pese trazer consigo o mesmo nome da antiga geração, o antigo Tracker é uma versão do Suzuki Vitara, produzido pela montadora japonesa, mas usava o chassi e a carroceria do modelo da marca americana.
Como utilitário esportivo compacto, entrará em circulação em mais de 140 países. Na Europa esta disponível desde o início de 2013 e no Brasil em março 2013.
O utilitário está em linha desde 2012 em alguns países. Já no Brasil começou a ser vendido em julho de 2013 e é fabricado no México.